# Sciophila parviareolata
Sciophila parviareolata är en tvåvingeart som beskrevs av Santos Abreu 1920. Sciophila parviareolata ingår i släktet Sciophila och familjen svampmyggor. Inga underarter finns listade i Catalogue of Life.